# 앰비벌런트
〈앰비벌런트〉(アンビバレント, Ambivalent)는 일본의 여성 아이돌 그룹 케야키자카46의 일곱 번째 싱글이다.

## 개요
전작 〈유리를 깨라!〉에서 약 5개월만의 싱글이다.